# ژو رانگ‌جی
ژو رانگ‌جی (چینی ساده: 朱镕基؛ تلفظ به چینی: [ʈʂú ɻʊ̌ŋtɕí]؛ انگلیسی: Zhu Rongji؛ زادهٔ ۲۳ اکتبر ۱۹۲۸) مهندس، و سیاست‌مدار اهل جمهوری خلق چین است. او بین سالهای ۱۹۸۷ و ۱۹۹۱ به عنوان شهردار و رهبر حزب در شانگهای خدمت کرده‌است و پس از آن به عنوان معاون نخست‌وزیر و سپس از مارس ۱۹۹۸ تا مارس ۲۰۰۳ پنجمین نخست‌وزیر جمهوری خلق چین بوده‌است.